# Santy Ngom
Santy Ngom, né le 7 mars 1993 au Mans (France), est un footballeur international sénégalais jouant au poste d'attaquant au Beaumont SA.

## Biographie

### Début de carrière
Formé au Mans FC, Ngom passe par les réserves de Guingamp et du Paris Saint-Germain, avant de rejoindre, en 2015, le PFK Levski Sofia.
Alors qu'il n'a joué aucun match en Bulgarie, Ngom fait son retour en France à La Suze FC, club de Division d'Honneur. En sixième division française, il réalise une saison exceptionnelle, lors de laquelle il inscrit 36 buts toutes compétitions confondues. Grâce à ces performances, son club obtient la promotion en National 3.

### FC Nantes
Au vu de ses performances avec La Suze, Ngom est engagé par le FC Nantes en mai 2017, afin de renforcer les rangs de la réserve du club. Avec cette dernière, il réalise un très bon début de saison, marquant six buts en cinq matchs. Il est alors appelé pour s'entraîner avec le groupe professionnel, et fait ses débuts en Ligue 1 le 4 novembre 2017, contre Toulouse. Quelques jours plus tard, il signe un premier contrat professionnel de trois ans. Il connaît ensuite sa première titularisation en championnat le 10 décembre 2017, contre l'OGC Nice.
Ngom marque son premier but en championnat le 27 janvier 2018, contre Guingamp.

### Suite de carrière
Lors du mercato estival, il s'engage pour 3 ans avec le SM Caen, pour un transfert avoisinant les 500000 €. A l'hiver 2022, après 8 mois sans club, il s'engage avec le FC sète en National. À la suite de la relégation administrative du club sètois, il s'engage avec le FC Villefranche Beaujolais, où il jouera très peu. Le 4 janvier 2023, 6 mois après son arrivée au Stade Beaucairois, il s'engage avec l'AS Prix les Mézières en championnat de National 3.

### Beaumont SA
Pour la saison 2024-2025, il s'engage dans le club de Beaumont SA en Régional 3 dans un double projet de joueur et éducateur au sein du club Sarthois qui propose un projet ambitieux avec l’arrivée de l’ancien joueur professionnel et international jeune français Anthony Derouard lors de ce même mercato. Au terme de cette première saison avec le club, il termine meilleur buteur de régional et obtiens la monté en Régional 2 avec son équipe. 

### Parcours en sélection
En mars 2018, il est convoqué avec le Sénégal, pays natal de son père. Il honore sa première sélection le 23 mars 2018, à l'occasion d'un match amical contre l'Ouzbékistan (1-1). Auteur d'une prestation réussie, il est passeur décisif sur le but de Moussa Konaté.

## Vie personnelle
Ngom, né en France, possède des origines algériennes et sénégalaises.

## Statistiques
| Saison                | Club                  | Championnat           | Championnat | Championnat | Championnat | Coupe nationale | Coupe nationale | Coupe nationale | Coupe de la Ligue | Coupe de la Ligue | Coupe de la Ligue | Sénégal | Sénégal | Sénégal | Total | Total | Total |
| Saison                | Club                  | Division              | M.          | B.          | P.d.        | M.              | B.              | P.d.            | M.                | B.                | P.d.              | M.      | B.      | P.d.    | M.    | B.    | P.d.  |
| 2017-2018             | FC Nantes             | Ligue 1               | 13          | 1           | 0           | 2               | 0               | 0               | 0                 | 0                 | 0                 | 2       | 0       | 1       | 17    | 1     | 1     |
| 2018-2019             | AS Nancy-Lorraine     | Ligue 2               | 15          | 2           | 1           | 1               | 1               | 0               | 0                 | 0                 | 0                 | 1       | 0       | 0       | 17    | 3     | 1     |
| 2019-2020             | SM Caen               | Ligue 2               | 3           | 0           | 0           | 0               | 0               | 0               | 0                 | 0                 | 0                 | 0       | 0       | 0       | 3     | 0     | 0     |
| 2024-2025             | Beaumont SA           | Régional 3            | 15          | 29          | 0           | 4               | 5               | 0               | 0                 | 0                 | 0                 | 0       | 0       | 0       | 19    | 34    | 0     |
| Total sur la carrière | Total sur la carrière | Total sur la carrière | 45          | 30          | 0           | 7               | 6               | 0               | 0                 | 0                 | 0                 | 3       | 0       | 1       | 55    | 36    | 1     |